# Добривоје Радосављевић Боби
Добривоје Радосављевић Боби (Књажевац, 28. јануар 1915 — Београд, 4. април 1984) био је учесник Народноослободилачке борбе, друштвено-политички радник СФРЈ и СР Србије, јунак социјалистичког рада и народни херој Југославије.

## Биографија
Рођен је 28. јануара 1915. године у Књажевцу. Још као гимназијалац, у Зајечару, приступа радничком покрету. На почетку студија у Београду, 1933. године постаје члан Комунистичке партије Југославије (КПЈ), а исте године и секретар Универзитетске ћелије Савеза комунистичке омладине Југославије (СКОЈ).
Године 1934. га је Суд за заштиту државе осудио на три године затвора, које издржава у Сремскомитровачком затвору. По изласку с робије, 1937. године, постаје члан ПК СКОЈ-а за Србију, а 1938. члан Централног комитета СКОЈ-а. У првој половини 1940. године постављен је за секретара Окружног комитета КПЈ за Зајечар.
На почетку оружаног устанка, јула 1941. године, радио је као инструктор Покрајинског комитета КПЈ за Србију, на организовању првих партизанских одреда у Тимочкој крајини, а средином 1942. године одлази за инструктора Централног комитета КПЈ у Македонију, где је остао до краја рата.

### Послератни период
Почетком 1945. године изабран је за секретара Градског комитета КПЈ за Београд и члана Политбироа ПК КПЈ за Србију (касније КП Србије). У раздобљу од 1966. до 1968. године био је Председник Централног комитета Савеза комуниста Србије и члан Председништва ЦК СКЈ. Године 1958. посредовао је у спору између Српске православне цркве (СПЦ) и Охридске архиепископије, након чега је дошло до њеног издвајања и формирања непризнате Македонске православне цркве (МПЦ).
Преминуо је 4. априла 1984. у Београду. Сахрањен је у Алеји заслужних грађана на Новом гробљу у Београду.
Женио се два пута. Најпре са Веселинком Малинском, пратитељком Јосипа Броза Тита на ослобођену територију 1941. године, партизанком и друштвено-политичком радницом из Македоније. Његова друга супруга била је Неда Божиновић, такође учесница НОБ-а, после рата судија Уставног суда СФРЈ и истакнута чланица Антифашистичког фронта жена (АФЖ).
Носилац је Партизанске споменице 1941. и других југословенских одликовања, међу којима су — Орден народног ослобођења, Орден заслуга за народ са златном звездом, Орден братства и јединства са златним венцем и Орден за храброст. Орденом народног хероја одликован је 6. јула 1953. године, а Орденом јунака социјалистичког рада 1980. године.

## Галерија
- Добривоје Радосављевић Боби почетком четрдесетих година 20. века био је секретар Окружног комитета КПЈ за Зајечар
- Гроб Бобија Радосављевића и Неде Божиновић у Алеји заслужних грађана на Новом гробљу у Београду
- Орден народног хероја